# Panda Bear
Panda Bear, pseudonimo di Noah Benjamin Lennox (Baltimora, 17 luglio 1978), è un musicista statunitense, noto sia per essere membro degli Animal Collective e dei Jane che per il suo lavoro da solista.
Attualmente vive a Lisbona.
La sua musica, di difficile inquadramento, è stata definita da più parti come alternativa, sperimentale, psichedelica. Il nome d'arte fu scelto perché il Panda è l'animale preferito di Lennox, e venne così disegnato nelle prime registrazioni pubblicate.

## Biografia
Noah inizia a suonare fin da bambino, prima il pianoforte, poi il violoncello e infine canto come tenore nel coro della scuola. Le sue prime influenze adolescenziali derivarono dall'elettronica di quegli anni, i primi anni novanta, in particolar modo Aphex Twin. Fu a scuola che incontrò per la prima volta Deakin, che gli presentò successivamente Geologist e Avey Tare. I quattro, che poi andranno a formare gli Animal Collective, iniziarono così a registrare insieme. Nel frattempo si laureò alla Boston University in teologia, non perché fosse particolarmente religioso ma per il suo interesse nel concetto di Dio.
 Dal 2004 si trasferisce a Lisbona perché, dopo averla visitata in vacanza, si sentiva più adatto allo stile di vita europeo. Lì incontrò anche sua moglie, la stilista portoghese Fernanda Pereira, dalla quale ha avuto una figlia. Con la moglie ha anche collaborato alla realizzazione di una linea di felpe.
Nel 2013 collabora con i Daft Punk al singolo promozionale Doin' It Right.

## Discografia

### Album in studio
- 1998 - Panda Bear (Output Recordings)
- 2004 - Young Prayer (Domino Records)
- 2007 - Person Pitch (Domino Records)
- 2011 - Tomboy (Domino Records)
- 2015 - Panda Bear Meets the Grim Reaper (Domino Records)
- 2019 - Buoys
- 2022 - Reset
- 2025 - Sinister Grift

### EP
- 2014 - Mr Noah (Domino Records)
- 2015 - Crosswords (Domino Records)
- 2018 - A Day with the Homies (Domino Records)

### Collaborazioni
- 2013 - Doin' It Right (Daft Punk feat. Panda Bear)